# Cành cạch lưng rậm lông
Cành cạch lưng rậm lông, tên khoa học Tricholestes criniger, là một loài chim trong họ Pycnonotidae. Chúng có thể tìm thấy ở Brunei, Indonesia, Malaysia, Burma, và Thái Lan.

## Phân loài
Có 3 phân loài được ghi nhận:
- T. c. criniger - (Blyth, 1845): Found on the Malay Peninsula and eastern Sumatra
- T. c. sericeus - (Blyth, 1865): Originally described as a separate species in the genus Criniger. Found on western Sumatra
- T. c. viridis - (Bonaparte, 1854): Originally described as a separate species in the genus Trichophoropsis (a synonym for Setornis). Found on Borneo